# Elastica
Denna artikel handlar om rockgruppen.  "Elastica" är även det vetenskapliga artepitetet för krukväxten Fönsterfikus.
Elastica var en brittisk rockgrupp, bildad 1992 i London. 
Elastica spelade alternativ rock med influenser från punken, men räknas ofta som ett britpop-band. Gruppen bildades i London i oktober 1992 av Justine Frischmann (sång, gitarr), Justin Welch (trummor), Annie Holland (gitarr) och Donna Matthews (gitarr); Frischmann och Welch hade båda tidigare varit medlemmar i Suede. 
1993 släpptes debutsingeln "Stutter", som nådde plats 80 på den brittiska singellistan UK Singles Chart samt plats 67 på singellistan Billboard Hot 100 i USA. Året därpå fick de två hitsinglar i Storbritannien med "Line Up" och "Connection". "Connection" blev även en framgång i USA, där den nådde plats 53 på Billboard Hot 100. De två låtarna och singeln "Waking Up" ingick på gruppens självbetitlade debutalbum Elastica, som släpptes i mars 1995 och toppade den brittiska albumlistan UK Albums Chart. Elastica fick även stor uppmärksamhet i brittisk press då Frischmann under denna tid hade ett förhållande med Damon Albarn, sångare i Blur. Samtidigt anklagade grupperna Wire och The Stranglers Elastica för plagiat, då de ansåg att de stulit bland annat riff och låtstrukturer från dem.
Holland lämnade Elastica 1995 och ersattes av Sheila Chipperfield 1996, samtidigt som man tog in David Bush på keyboard. Matthews lämnade gruppen 1999, då de fortfarande inte släppt en uppföljare till debutalbumet. Samma år fick Elastica två nya medlemmar, Paul Jones (gitarr) och Sharon Mew (keyboard), samtidigt som Holland återkom. Ett andra album, The Menace, släpptes 2000 och rönte ingen större uppmärksamhet; året därpå upplöstes gruppen.

## Diskografi

### Studioalbum
- 1995 – Elastica
- 2000 – The Menace

### Singlar
- 1993 – Stutter
- 1994 – Line Up
- 1994 – Connection
- 1995 – Waking Up
- 1995 – Car Song
- 1999 – How He Wrote Elastica Man
- 2000 – Mad Dog God Dam
- 2001 – The Bitch Don't Work

### EP
- 1999 – Elastica 6 Track EP

### Samlingsalbum
- 2001 – The Radio One Sessions